# Gran Premio di Spagna 1995
Il Gran Premio di Spagna 1995 fu una gara di Formula 1, disputatasi il 14 maggio 1995 sul Circuito di Catalogna. Fu la quarta prova del mondiale 1995 e vide la vittoria di Michael Schumacher su Benetton-Renault, seguito da Johnny Herbert e da Gerhard Berger. È stata l'ultima gara in F1 per Nigel Mansell.

## Qualifiche
| Pos | N  | Pilota                 | Costruttore/Motore | Tempo    | Gap    |
| --- | -- | ---------------------- | ------------------ | -------- | ------ |
| 1   | 1  | Michael Schumacher     | Benetton-Renault   | 1:21.452 |        |
| 2   | 27 | Jean Alesi             | Ferrari            | 1:22.052 | +0.600 |
| 3   | 28 | Gerhard Berger         | Ferrari            | 1:22.071 | +0.619 |
| 4   | 6  | David Coulthard        | Williams-Renault   | 1:22.332 | +0.880 |
| 5   | 5  | Damon Hill             | Williams-Renault   | 1:22.349 | +0.897 |
| 6   | 15 | Eddie Irvine           | Jordan-Peugeot     | 1:23.352 | +1.900 |
| 7   | 2  | Johnny Herbert         | Benetton-Renault   | 1:23.536 | +2.084 |
| 8   | 14 | Rubens Barrichello     | Jordan-Peugeot     | 1:23.705 | +2.253 |
| 9   | 8  | Mika Häkkinen          | McLaren-Mercedes   | 1:23.833 | +2.381 |
| 10  | 7  | Nigel Mansell          | McLaren-Mercedes   | 1:23.927 | +2.475 |
| 11  | 25 | Martin Brundle         | Ligier-Mugen-Honda | 1:24.727 | +3.275 |
| 12  | 30 | Heinz-Harald Frentzen  | Sauber-Ford        | 1:24.802 | +3.350 |
| 13  | 4  | Mika Salo              | Tyrrell-Yamaha     | 1:24.971 | +3.519 |
| 14  | 9  | Gianni Morbidelli      | Footwork-Hart      | 1:25.053 | +3.601 |
| 15  | 26 | Olivier Panis          | Ligier-Mugen-Honda | 1:25.204 | +3.752 |
| 16  | 12 | Jos Verstappen         | Simtek-Ford        | 1:25.827 | +4.375 |
| 17  | 3  | Ukyo Katayama          | Tyrrell-Yamaha     | 1:25.946 | +4.494 |
| 18  | 10 | Taki Inoue             | Footwork-Hart      | 1:26.059 | +4.607 |
| 19  | 23 | Pierluigi Martini      | Minardi-Ford       | 1:26.619 | +5.167 |
| 20  | 29 | Karl Wendlinger        | Sauber-Ford        | 1:27.007 | +5.555 |
| 21  | 24 | Luca Badoer            | Minardi-Ford       | 1:27.345 | +5.893 |
| 22  | 11 | Domenico Schiattarella | Simtek-Ford        | 1:27.575 | +6.123 |
| 23  | 17 | Andrea Montermini      | Pacific-Ford       | 1:28.094 | +6.642 |
| 24  | 16 | Bertrand Gachot        | Pacific-Ford       | 1:28.598 | +7.146 |
| 25  | 22 | Roberto Moreno         | Forti-Ford         | 1:28.963 | +7.511 |
| 26  | 21 | Pedro Diniz            | Forti-Ford         | 1:29.540 | +8.088 |

## Gara
Alla partenza Schumacher mantiene la testa della corsa, mentre Hill con un buon guizzo s’inserisce tra le Ferrari di Alesi e Berger; Coulthard invece retrocede in 7ª posizione, superato da Irvine e Hakkinen. Lo scozzese risale subito, passando prima il pilota McLaren al terzo giro e poi quello della Jordan quattro passaggi dopo. Hill preme alle spalle di Alesi ma non riesce a passarlo, così Schumacher può allungare; il britannico sceglie allora di anticipare la sosta al giro 12, rientro in pista 9°.
Coulthard si ferma al giro 14, seguito poi da Berger ed Irvine; il turno di Alesi arriva alla fine del giro 19 ed il francese rientra ancora davanti a Hill; il leader della corsa, invece, torna ai box due giri dopo, mantenendo comodamente la prima posizione. Intanto, Mansell si ritira per un problema ai freni: finisce così, malinconicamente, la sua ultima gara in F1. Alesi abbandona la gara 26º giro, con il motore in fumo. Alle spalle di Schumacher, così, troviamo Hill, Coulthard, Berger, Herbert e Hakkinen.
In occasione d'un pit stop, Herbert riparte in maniera leggermente anticipata comportando il trascinamento del sollevatore posteriore, che alla fine si stacca poco prima che il pilota lascia la pit lane e, fortunatamente, senza causare alcun danno.
Le Williams sono su una strategia differente, a tre soste, contro le due degli altri. Ciononostante, non riescono ad impensierire il tedesco. Anzi, entrambe le vetture avranno dei problemi al cambio: Coulthard al giro 55 e sarà costretto a ritirarsi; Hill all'ultima tornata, cosa che gli costerà il podio e la prima posizione nel Mondiale. L'alfiere della Benetton ottiene un’agevole vittoria, davanti al compagno di squadra Johnny Herbert ed alla Ferrari di Gerhard Berger. Per il team anglo-trevigiano è la 2ª ed ultima doppietta in F1 dopo quella ottenuta nel Gran Premio del Giappone 1990 da Nelson Piquet e Roberto Moreno.
| Pos | N. | Pilota                 | Costruttore/Motore | Giri | Tempo/Ritiro     | Griglia | Punti |
| --- | -- | ---------------------- | ------------------ | ---- | ---------------- | ------- | ----- |
| 1   | 1  | Michael Schumacher     | Benetton-Renault   | 65   | 1:34:20.507      | 1       | 10    |
| 2   | 2  | Johnny Herbert         | Benetton-Renault   | 65   | +51.988          | 7       | 6     |
| 3   | 28 | Gerhard Berger         | Ferrari            | 65   | +1:05.237        | 3       | 4     |
| 4   | 5  | Damon Hill             | Williams-Renault   | 65   | +2:01.749        | 5       | 3     |
| 5   | 15 | Eddie Irvine           | Jordan-Peugeot     | 64   | +1 Giro          | 6       | 2     |
| 6   | 26 | Olivier Panis          | Ligier-Mugen-Honda | 64   | +1 Giro          | 15      | 1     |
| 7   | 14 | Rubens Barrichello     | Jordan-Peugeot     | 64   | +1 Giro          | 8       |       |
| 8   | 30 | Heinz-Harald Frentzen  | Sauber-Ford        | 64   | +1 Giro          | 12      |       |
| 9   | 25 | Martin Brundle         | Ligier-Mugen-Honda | 64   | +1 Giro          | 11      |       |
| 10  | 4  | Mika Salo              | Tyrrell-Yamaha     | 64   | +1 Giro          | 13      |       |
| 11  | 9  | Gianni Morbidelli      | Footwork-Hart      | 63   | +2 Giri          | 14      |       |
| 12  | 12 | Jos Verstappen         | Simtek-Ford        | 63   | +2 Giri          | 16      |       |
| 13  | 29 | Karl Wendlinger        | Sauber-Ford        | 63   | +2 Giri          | 20      |       |
| 14  | 23 | Pierluigi Martini      | Minardi-Ford       | 62   | +3 Giri          | 19      |       |
| 15  | 11 | Domenico Schiattarella | Simtek-Ford        | 61   | +4 Giri          | 22      |       |
| Ret | 3  | Ukyo Katayama          | Tyrrell-Yamaha     | 56   | Motore           | 17      |       |
| Ret | 6  | David Coulthard        | Williams-Renault   | 54   | Cambio           | 4       |       |
| Ret | 8  | Mika Häkkinen          | McLaren-Mercedes   | 53   | Sistema benzina  | 9       |       |
| Ret | 10 | Taki Inoue             | Footwork-Hart      | 43   | Trasmissione     | 18      |       |
| Ret | 16 | Bertrand Gachot        | Pacific-Ford       | 43   | Incendio         | 24      |       |
| Ret | 22 | Roberto Moreno         | Forti-Ford         | 39   | Surriscaldamento | 25      |       |
| Ret | 27 | Jean Alesi             | Ferrari            | 25   | Motore           | 2       |       |
| Ret | 24 | Luca Badoer            | Minardi-Ford       | 21   | Cambio           | 21      |       |
| Ret | 7  | Nigel Mansell          | McLaren-Mercedes   | 18   | Freni            | 10      |       |
| Ret | 21 | Pedro Diniz            | Forti-Ford         | 17   | Cambio           | 26      |       |
| DNS | 17 | Andrea Montermini      | Pacific-Ford       | 0    | Non partito      | 23      |       |

## Classifiche Mondiali

### Piloti
| Pos | Pilota                | Punti |
| --- | --------------------- | ----- |
| 1   | Michael Schumacher    | 24    |
| 2   | Damon Hill            | 23    |
| 3   | Jean Alesi            | 14    |
| 4   | Gerhard Berger        | 13    |
| 5   | David Coulthard       | 9     |
| 5   | Johnny Herbert        | 9     |
| 7   | Mika Häkkinen         | 5     |
| 8   | Heinz-Harald Frentzen | 3     |
| 9   | Eddie Irvine          | 2     |
| 10  | Mark Blundell         | 1     |
| 10  | Olivier Panis         | 1     |

### Costruttori
| Pos | Team               | Punti |
| --- | ------------------ | ----- |
| 1   | Ferrari            | 27    |
| 2   | Williams-Renault   | 26    |
| 3   | Benetton-Renault   | 23    |
| 4   | McLaren-Mercedes   | 6     |
| 5   | Sauber-Ford        | 3     |
| 6   | Jordan-Peugeot     | 2     |
| 7   | Ligier-Mugen-Honda | 1     |